# Александр Пархоменко (фильм)
«Александр Пархоменко» — советский фильм 1942 года, снятый Леонидом Луковым по роману Всеволода Иванова «Пархоменко». Во время Оттепели в 1962 году вышла новая редакция фильма, в которой были удалены все сцены со Сталиным и все упоминания о нём, а роль Петра Алейникова (Вася Гайворон) частично переозвучил Геннадий Дудник.

## Сюжет
Фильм повествует о жизни и героической смерти старого большевика-луганчанина, участника гражданской войны Александра Яковлевича Пархоменко.
В 1918 году, захватив Украину, немецкие оккупанты стремились использовать в своей борьбе гайдамаков, белогвардейцев и «зелёных». По приказу Ворошилова, Александр Пархоменко из Луганска прибывает в Царицын. В это же время немцы переходят в активное наступление. «Красные» батальоны вооружены плохо, однако Пархоменко удаётся поднять их в атаку и обратить врага в бегство. Попутно красные кавалеристы уничтожают бандитские шайки.

## В ролях

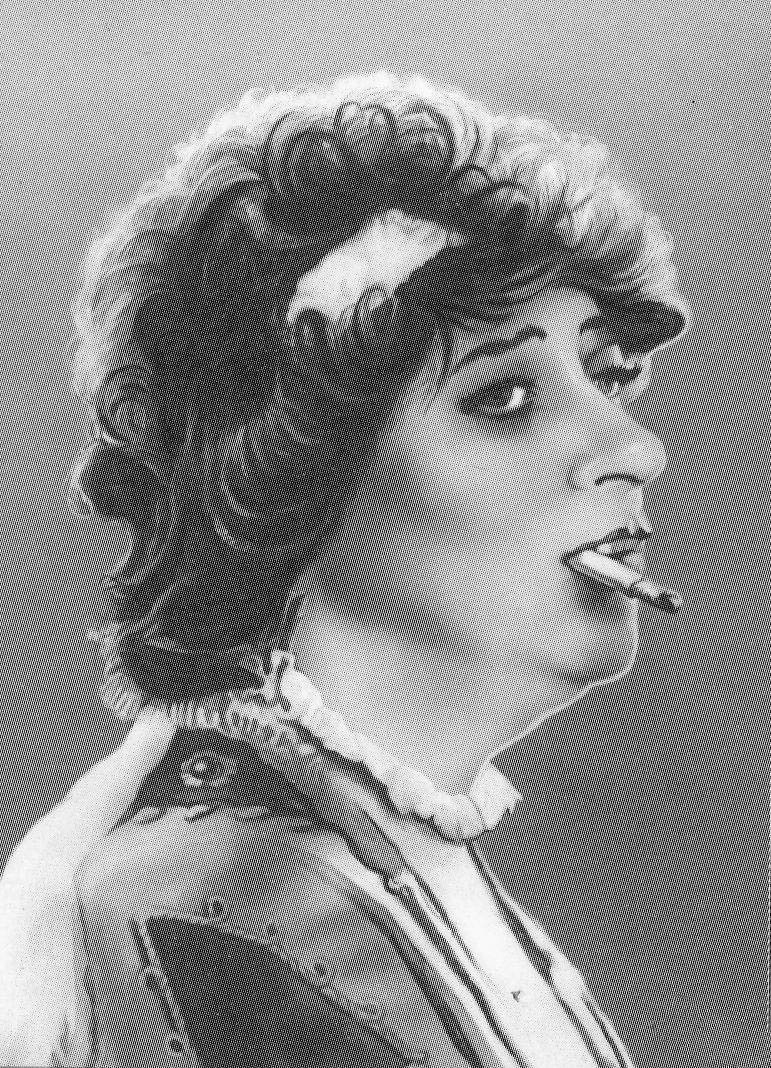
Фаина Раневская в роли тапёрши.

- Александр Хвыля — Александр Пархоменко
- Николай Боголюбов — Ворошилов
- Семён Гольдштаб — Сталин
- Пётр Алейников — Вася Гайворон
- Вера Шершнёва — Лиза Ламычева
- Степан Каюков — Терентий Ламычев, отец Лизы
- Василий Зайчиков — Колоколов
- Борис Чирков — Махно
- Иван Новосельцев — Быков
- Татьяна Окуневская — Вера Быкова, любовница Махно
- Борис Андреев — анархист
- Юрий Лавров — анархист
- Иван Бобров — анархист
- Лаврентий Масоха — ординарец
- Фаина Раневская — тапёрша
- Иван Матвеев — кучер Махно
- Владимир Освецимский — полковник (нет в титрах)

## Съёмочная группа
- Автор сценария: Всеволод Иванов
- Режиссёр-постановщик: Леонид Луков
- Главный оператор: Алексей Понкратьев
- Оператор: Александр Лаврик
- Художники: Мориц Уманский, Владимир Каплуновский
- Композитор: Никита Богословский
- Ассистент режиссёра: Семен Бабанов

## Музыка и песни в фильме
- Лизавета (сл. Е. А. Долматовский, муз. Н. В. Богословский)
- Песня тапёрши
- Любо, братцы, любо (казачья народная песня)